# Prospero Colonna (cardinal, 1739)
Prospero Colonna, né le 27 novembre 1662 à Marino (Rome, alors capitale des États pontificaux) et mort à Rome le 4 mars 1743, est un cardinal italien du XVIIIe siècle.
Les autres membres de la famille Colonna ayant été cardinaux sont : Giovanni Colonna (1212), Giacomo Colonna (1278), Pietro Colonna (1288), Giovanni Colonna (1327), Agapito Colonna (1378, Stefano Colonna (1378), Oddone Colonna, le pape Martin V (1405), Prospero Colonna (1426), Giovanni Colonna (1480), Marco Antonio Colonna (1565), Ascanio Colonna (1586), Girolamo Colonna (1627), Carlo Colonna (1706), Prospero Colonna di Sciarra (1743), Girolamo Colonna di Sciarra (1743), Marcantonio Colonna (1759) et Pietro Colonna (1766).

## Biographie
Prospero Colonna exerce diverses fonctions au sein de la Curie romaine, notamment auditeur de la Chambre apostolique.
Le pape Clément XII le crée cardinal lors du consistoire du 30 septembre 1739. Colonna participe au conclave de 1740, lors duquel Benoît XIV est élu pape.